# Lignotúber

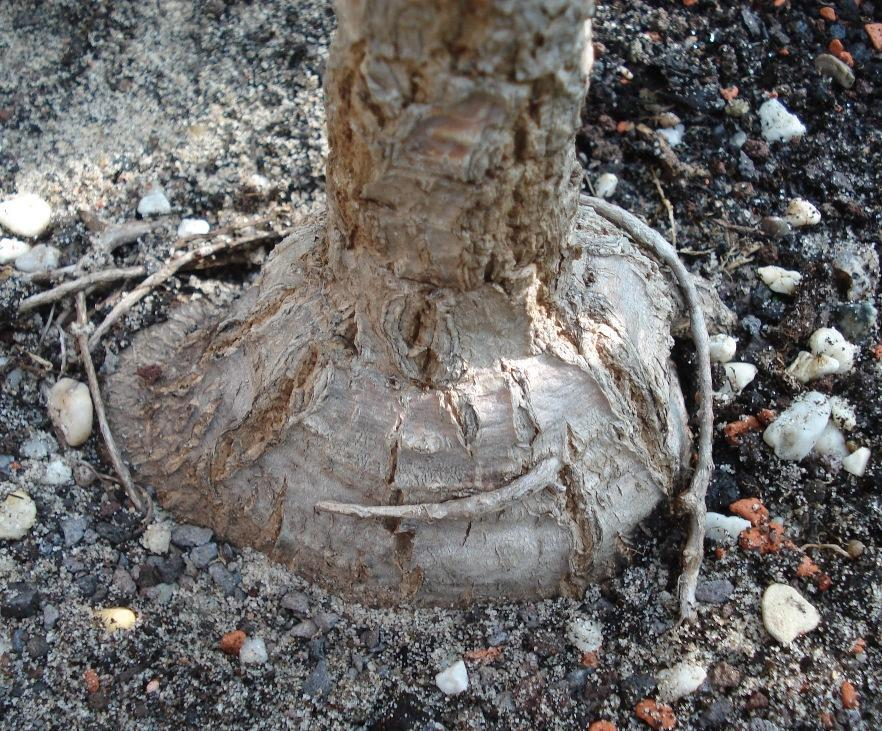
Lignotúber de Cussonia paniculata parcialmente visivel sobre o solo.

Lignotúber ou lignotubérculo é um engrossamento lenhoso subterrâneo do colo da raiz presente em algumas espécies arbóreas e arbustivas como protecção contra os efeitos da destruição do tronco. Esta adaptação está particularmente presente em espécies cujo habitat é frequentemente atingido por fogos florestais. O lignotúber contém gemas das quais podem brotar novos caules e uma reserva de amido como provisão de nutrientes para apoiar o crescimento da planta durante um período de ausência de fotossíntese.

## Descrição
As espécies que possuem lignotubérculos incluem-se Eucalyptus marginata, a maioria das espécies com crescimento do tipo mallee e muitas espécies de Banksia.
Nas plântulas de algumas espécies de carvalho, o lignotúber desenvolve-se a partir dos cotilédones, como em Quercus suber. No entanto, não aparecem em vários outros, nem na casca das árvores maduras.